# Amiga 500
Amiga 500 je računalo tvrtke Commodore čija je proizvodnja započela 1987. godine. Računalo je zamišljeno kao nasljednik ranijeg neuspješnog modela Amige 1000. 

## Povijest
Amiga 500, kao 16 bitno računalo, trebala je zamijeniti 8-bitnog Commodorea 64. Iako je ostvarena prodaja naposljetku iznosila 5 milijuna primjeraka, u odnosu na 20 milijuna prodanih C64, model nikako nije bio komercijalni neuspjeh. Štoviše, uspjeh Amige 500 ogleda se u nagradama za najbolje računalo godine tijekom 4 godine njezine proizvodnje.

## Svojstva
Srce ovog računala je Motorola 68000, vjerojatno najuspješniji procesor osamdesetih godina dvadesetog stoljeća. Osim u Amigi, isti su procesor koristila i računala Atarija i Applea. Intelovi procesori su očito bili u drugom planu. Amiga 500 je raspolagala osnovnom memorijom od 512 KB koju su korisnici najčešće proširivali na 1 MB, a ponekad i na 2 MB. Maksimalna količina memorije bila je čak 16 MB, no u stvarnosti nije bilo mnogo takvih primjeraka. U pakiranju se nalazila tipkovnica, disketni pogon i TV modulator za priključenje računala na televizor (kupuje se posebno).

## Prestanak proizvodnje
Krajem 1991., i to nakon nešto više od četiri godine, Amiga 500 se prestaje proizvoditi. Zamjenjuje je model, nazvan Amiga 500plus, koji će polučiti komercijalni neuspjeh. 
Pravi nasljednik Amige 500 postat će tek model Amiga 1200 koji na tržište izlazi u listopadu 1992. godine. No, njegov uspjeh dolazi prekasno kako bi spasio Commodore od stečaja.
Iako je Amiga 500 trebala naslijediti Commodore 64, potonji model nadživio je istu ostajući u proizvodnji do 1993. godine.